# Dirceu Lopes
Dirceu Lopes, właśc. Dirceu Lopes Mendes (ur. 3 września 1946 w Pedro Leopoldo) – piłkarz brazylijski grający na pozycji ofensywnego pomocnika.

## Kariera klubowa
Dirceu Lopes karierę piłkarską rozpoczął w 1962 roku w małym klubie Pedro Leopoldo. W 1964 roku przeszedł do Cruzeiro EC, w którym grał do 1977 roku. Z klubem z Belo Horizonte dziewięciokrotnie zdobył mistrzostwo Stanu Minas Gerais – Campeonato Mineiro w: 1965, 1966, 1967, 1968, 1969, 1972, 1973, 1974 i 1975, Taça Brasil w 1966 oraz Copa Libertadores 1976. Lata 1977–1978 spędził we Fluminense FC Ostatnie lata kariery spędził w Uberlândia EC oraz Democrata Governador Valadares, gdzie zakończył karierę w 1981 roku.

## Kariera reprezentacyjna
25 czerwca 1967 w Montevideo Dirceu Lopes zadebiutował w reprezentacji Brazylii w meczu przeciwko reprezentacji Urugwaju w Copa Rio Branco 1967. W latach 1967–1972 regularnie grał w reprezentacji Brazylii, jednak nie pojechał na Mistrzostwa Świata 1970 i Mistrzostwa Świata 1974. Ostatni raz w reprezentacji Dirceu Lopes zagrał 6 sierpnia 1975 w meczu przeciwko reprezentacji Argentyny podczas Copa América 1975. Łącznie w latach 1967–1975 rozegrał w barwach Canarinhos 14 spotkań i strzelił 3 bramki.